# Magyar hisztológusok listája
A magyar hisztológusok listája az anatómia egyik részterületével, a szövettannal (hisztológiával) foglalkozó nevezetes magyar tudósokat, kutatókat sorolja fel a főbb életrajzi dátumok és a jellemző szövettani kutatási terület megjelölésével. A listában egyfelől helyet kaptak a biológiai vagy általános szövettan területén kimagasló munkásságú személyek, akik a növényszövettan (fitohisztológia), az állatszövettan és a humán szövettan területén, illetve ezek meghatározott részterületein (agyszövettan, idegszövettan vagy neurohisztológia, fogászati szövettan stb.) tűntek ki életművükkel. Másfelől a felsorolásban megtalálhatóak azok az orvosok is, akik az alkalmazott vagy gyakorlati szövettan különféle ágait (kórszövettan vagy hisztopatológia, állatorvosi szövettan, törvényszéki szövettan, hisztokémia stb.) művelték vagy művelik.
- Abonyi Sándor (1881–1930) állatszövettan
- Ábrahám Ambrus Andor (1893–1989) állattani idegszövettan
- Apáthy István (1863–1922) idegszövettan
- Bálint Sándor (1860–1922) rovarszövettan
- Balogh Ernő (1890–1964) kórszövettan
- Balogh Kálmán (1835–1888) kórszövettan
- Boros Sándor (1907–1987) fogászati szövettan
- Csajághy Márta (1904–1945) idegszövettan
- Csernyei Gyula (1892–1971) fogászati szövettan
- Demeter Károly (1852–1890) növényszövettan
- Dorner József (1808–1873) növényszövettan
- Elekes Miklós (1897–1947) kórszövettan
- Entz Béla (1877–1959) kórszövettan
- Fazekas I. Gyula (1902–1979) kórszövettan
- Fucskó Mihály (1885–1914) növényszövettan
- Gellért Albert (1894–1967) humán szövettan
- Gerlei Ferenc (1901–1970) kórszövettan
- Gömöri György (1904–1957) hisztokémia
- Greschik Jenő (1887–1967) állatszövettan
- Guzsal Ernő (1925–1978) állatorvosi szövettan
- Hirt Géza (1895–1957) állatorvosi szövettan
- Hollendonner Ferenc (1882–1935) növényszövettan
- Horányi Béla (1904–1986) kórszövettan
- Huzella Tivadar (1886–1951) humán szövettan
- Jancsó Miklós (1903–1966) hisztokémia
- Jankovich László (1887–1967) törvényszéki szövettan
- Juba Adolf (1909–1961) idegszövettan
- Jurányi Lajos (1837–1897) növényszövettan
- Kellner Béla (1904–1975) hisztokémia
- Kemény György (1925–1973) humán szövettan
- Klein Gyula (1844–1915) növényszövettan
- Környey István (1901–1988) idegszövettan, agyszövettan
- Krompecher István (1905–1983) humán szövettan
- László Ferenc (1897–1967) állatorvosi szövettan
- Lehoczky Tibor (1897–1971) idegszövettan, kórszövettan
- Lenhossék József (1818–1888) humán szövettan
- Margó Tivadar (1816–1896) humán szövettan
- Marschalkó Tamás (1862–1915) bőrszövettan
- Matkó László (1922–1955) kórszövettan
- Mihalkovics Géza (1844–1899) humán szövettan
- Miskolczy Dezső (1894–1978) agyszövettan, kórszövettan
- Modor Vidor (1910–1979) növényszövettan
- Mődlinger Gusztáv (1899–1984) állatszövettan
- Nékám Lajos (1868–1957) bőrszövettan
- Papolczy Ferenc (1901–1971) kórszövettan
- Péterfi Tibor (1883–1953) humán szövettan
- Putnoky Gyula (1901–1985) kórszövettan
- Rátz István (1860–1917) kórszövettan
- Richter Aladár (1868–1927) növényszövettan
- Richter Hugó (1887–1945) idegszövettan
- Rothman Ármin (1860–1932) fogászati szövettan
- Sályi Gyula (1903–1982) állatorvosi kórszövettan
- Sántha Kálmán (1903–1956) agyszövettan
- Schaffer Károly (1864–1939) idegszövettan, agyszövettan, kórszövettan
- Scheuthauer Gusztáv (1832–1894) agyszövettan, kórszövettan
- Soós Lajos (1879–1972) állatszövettan
- Stief Sándor (1896–1954) idegszövettan
- Széky Antal (1904–1982) állatorvosi szövettan
- Szepes Júlia (1913–1987) növényszövettan
- Szodoray Lajos (1904–1980) bőrszövettan, hisztokémia
- Tellyesniczky Kálmán (1868–1932) humán szövettan
- Thanhoffer Lajos (1843–1909) humán szövettan
- Vereby Károly (1900–1948) humán szövettan
- Veszprémy Dezső (1871–1924) kórszövettan
- Zalka Ödön (1897–1957) kórszövettan